# Breitenfurt bei Wien
Breitenfurt bei Wien é um município da Áustria localizado no distrito de Mödling, no estado de Baixa Áustria.